# M1 Abrams
Az M1 Abrams amerikai általános (fő) harckocsi, amely az Amerikai Egyesült Államok hadseregének és Tengerészgyalogságának fő típusa. 1980-ban állították szolgálatba, három fő változatát rendszeresítették (M1, M1A1, M1A2). Névadója Creighton Abrams tábornok, aki az Egyesült Államok hadseregének vezérkari főnöke és a 37. Páncélos Ezred parancsnoka volt.
Az M1 Abrams az M60 Patton és az M48A5 típusokat váltotta le. Ennek ellenére nem vonták ki valamennyi M60A3 harckocsit  azonnal, mert ez az altípus csak két évvel az Abrams megjelenése előtt, 1978-ban lépett szolgálatba.

## Háttér
Az öregedő M60-as harckocsik cseréjére tett első kísérlet a sikertelen MBT–70 projekt volt, melyen Nyugat-Németországgal közösen dolgoztak.
Az M60 Patton a második világháború végén rendszerbe állított M26 Pershing folyamatos fejlesztésével keletkezett. Alacsony felépítményű, teljesen átlagos páncélzatú és fegyverzetű harckocsi volt. Megállta a helyét a vele egy időben alkalmazott szovjet típusokkal szemben is. Az MBT–70 rendkívül ambiciózus konstrukció volt, akárcsak a hatvanas évek sok más amerikai fejlesztése. A tervek között szerepelt például a lövegcsőből indítható irányított páncéltörő rakéta, a vezetőt toronyban helyezték volna el, és még sok más ötlet, amiket akkoriban nem lehetett megbízhatóan megvalósítani. Végül az MBT-70 programot mindenestül törölték, az elért eredményeket viszont részben hasznosították az amerikaiak és a németek egyaránt. Ezután indították el az M1 Abrams fejlesztését, a fejlesztés során elkerülve az MBT-70 innovatív, sok problémát okozó ötleteit, így az M1 sokkal sikeresebb fejlesztési program és konstrukció lett.

## Fejlesztés

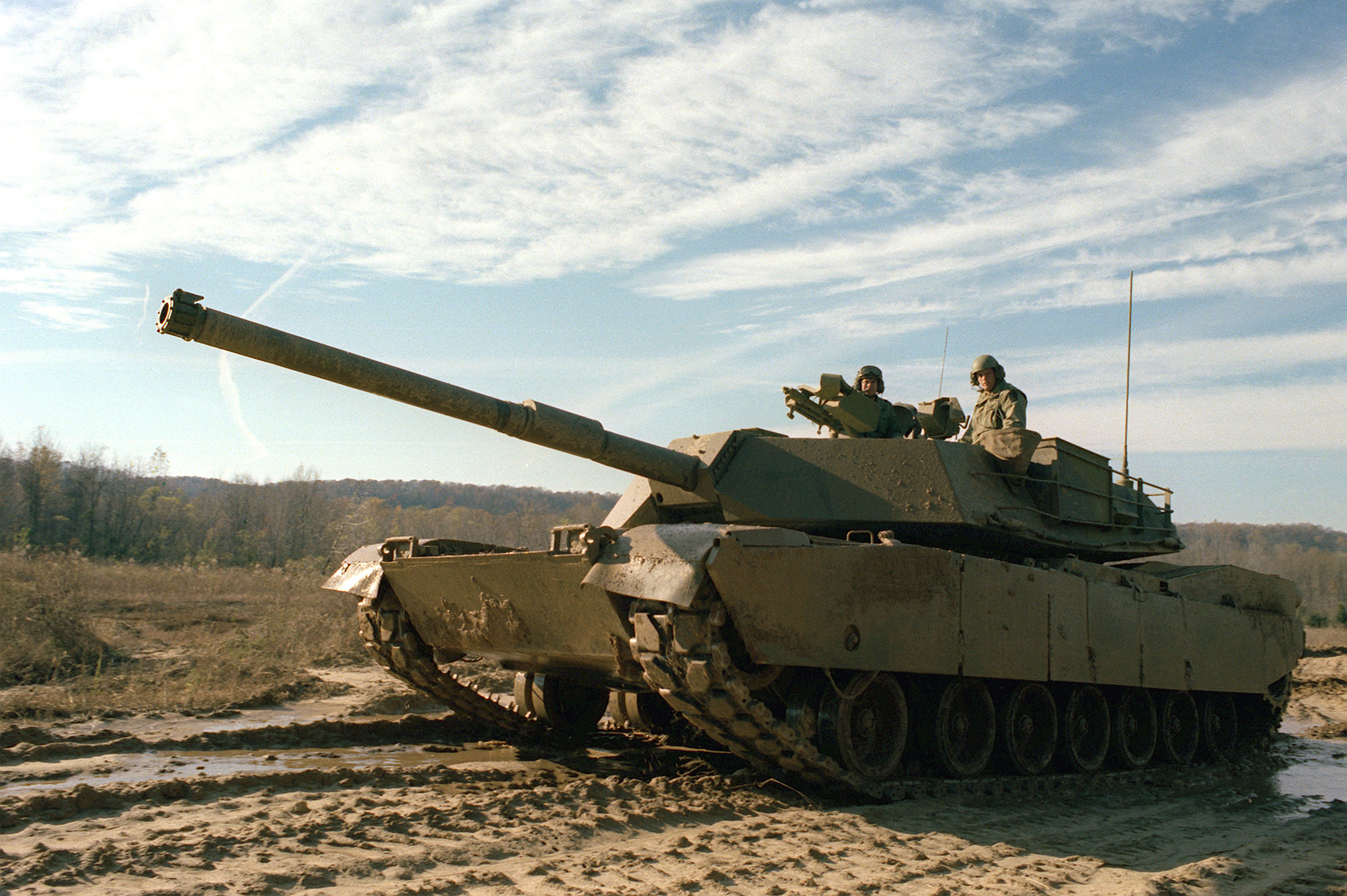
Az XM–1 prototípus bal elölnézetben, bemutató során 1979-ben

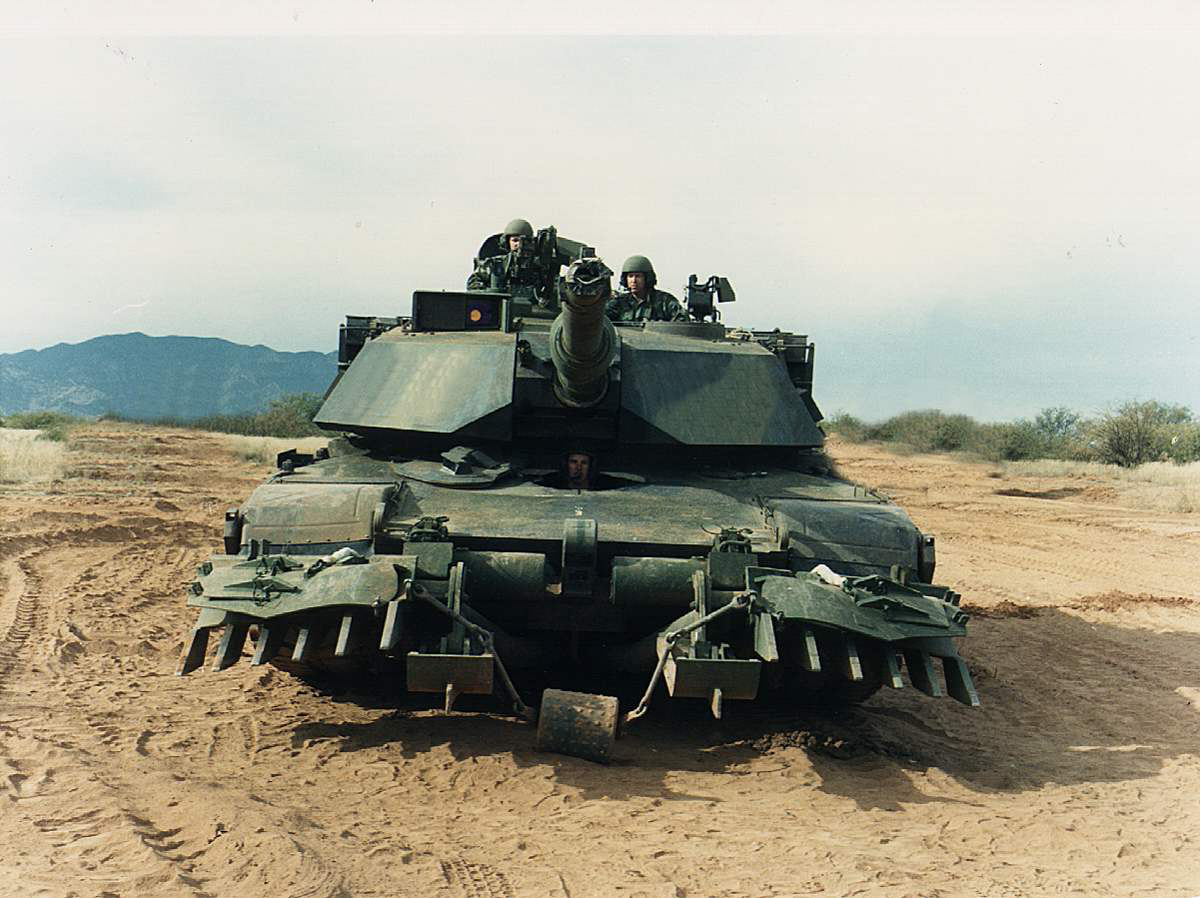
Aknakifordító ekével felszerelt harckocsi.

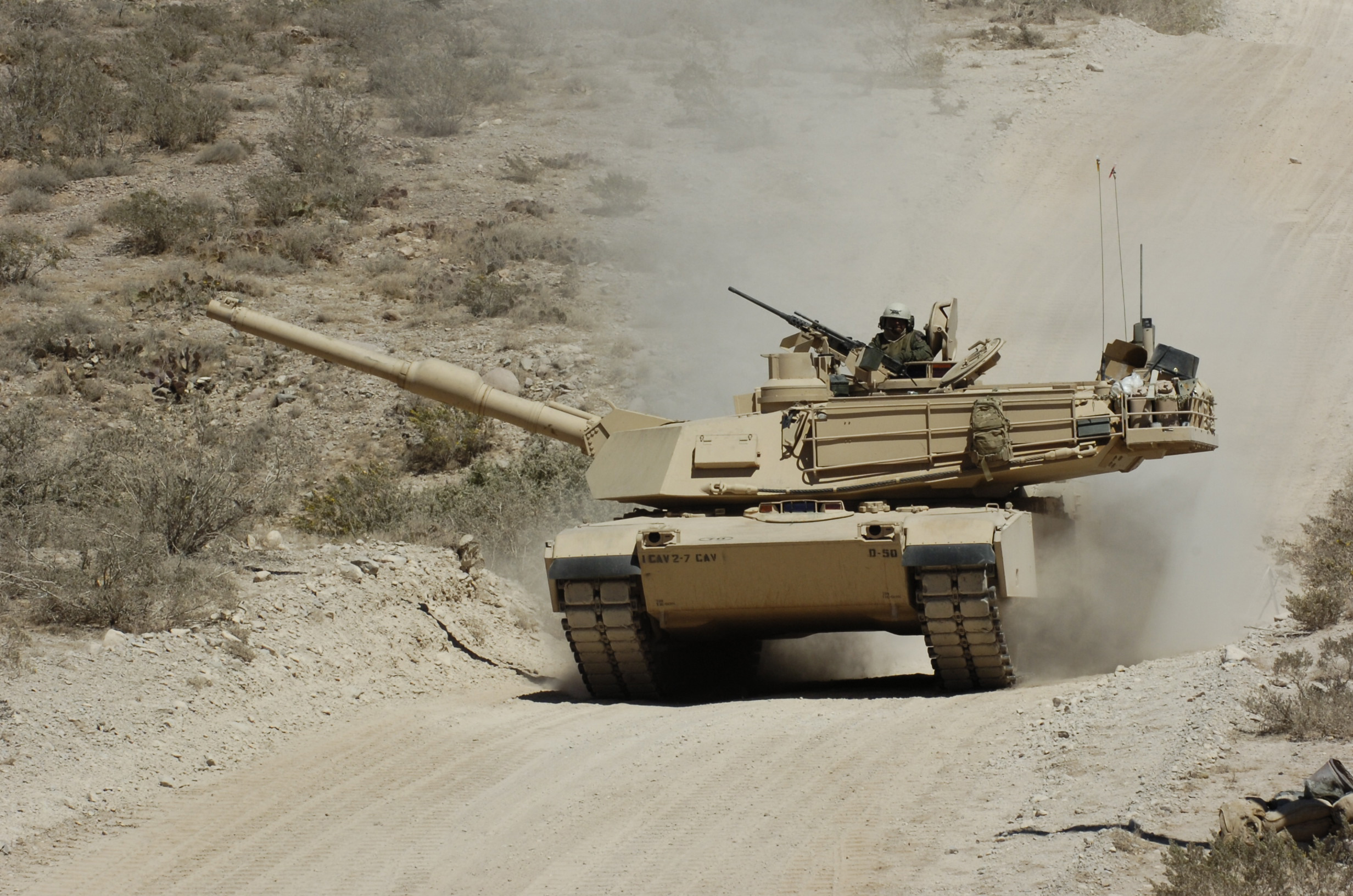
M1 amerikai gyakorlaton

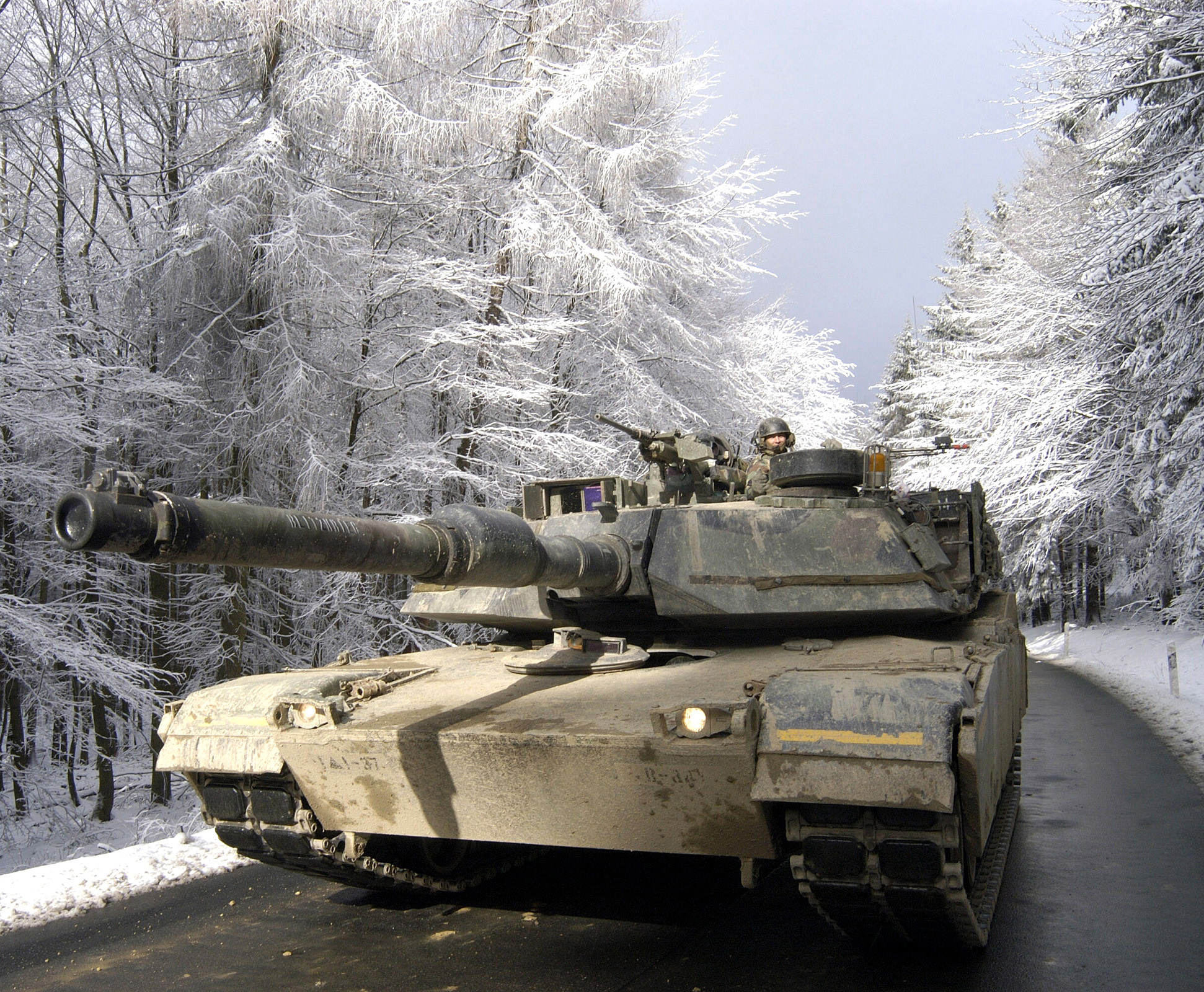
Az amerikai 1. Páncéloshadosztály harckocsizói menetgyakorlaton a Taunus-hegyekben, Frankfurttól északra

Az M1 Abrams harckocsit a Chrysler Defense cég tervezte, jelenleg a General Dynamics Corporation gyártja az ohiói Limában. 1980-ban állították szolgálatba.
Az M1 első általános továbbfejlesztése az M1A1 volt 1985-ben. A változtatások kipróbálására építették az M1E1 változatot (utólagosan felhegesztett páncéllemezekkel a torony homlokfelületén, 120 mm-es ágyúval, módosított ABV védelmi rendszerrel, módosított kihajtással és módosított külső tárolórekeszekkel), és részlegesen be lettek ezek vezetve az IPM1-n (az új ágyú és az ABV védelmi rendszer kivételével). A legfontosabb változtatás a 120 mm-es M256 sima csövű ágyú bevezetése volt. Ez az ágyú eredetileg a német Rheinmetall AG fejlesztése a Leopard 2 harckocsi számára. Az M256 ennek a licencben gyártott, egyszerűsített szerkezetű változata (az amerikaiak a túlzott bonyolultság miatt nem alkalmazták az M1 esetén, viszont a tornyot és lövegpajzsot eleve úgy tervezték, hogy képes legyen befogadni). Az IPM1-től eltért a torony tetejének kialakítása, amit előkészítettek a CITV (Command Independent Thermal Viewer) részére, amit a költségek csökkentése miatt nem rendszeresítettek ekkor, illetve a lőszertároló robbanópaneljeinek elrendezését is megváltoztatták.
A második általános továbbfejlesztés az M1A2 volt. Az újdonságok között szerepelt többek között a CITV rendszeresítése, új navigációs rendszer, digitális adatbusz és új rádiókészülék.
Az egyes alváltozatokat folyamatosan fejlesztették tovább. Ilyen fejlesztés volt a szegényített urán páncélzat (angolul DU, azaz depleted uranium), az összes M1A1 nagyjavítása, új digitális alrendszer, a hadsereg és a tengerészgyalogság által használt alkatrészek egységesítése, valamint javított elektronikus rendszer az M1A2 számára.
Az öbölháború („Sivatagi Pajzs”, „Sivatagi Vihar” hadműveletek) és a délszláv háború boszniai hadműveletei során néhány egységnek módosították a páncélzatát. Az M1 aknák felszedésére használatos ekékkel is ellátható. A teknő továbbá bázisául szolgál több speciális járműnek, például a Grizzly műszaki-mentő verziónak és az M104 Wolverine nehéz hídvető harcjárműnek.
Több mint 8800 db M1 és M1A1 harckocsit gyártottak. A gyártási költség darabonként 2 350 000 – 4 300 000 amerikai dollár között mozog.
Exportra szánt változatok is léteznek, ezeknek lehet módosított a páncélzata, ill. létezik dízelmotoros kivitel is. Az exportált változatokat vásárló országok: Ausztrália, Egyiptom, Szaúd-Arábia, Kuvait. Svédország, Görögország és több más ország is tesztelte, de nem rendszeresítette.

## Páncélzat
Az Abrams teste és tornya úgynevezett Dorchester páncélból épül fel, de ha szükséges, reaktív páncélzatot is lehet rá szerelni. Ez a Dorchester egy modern páncélzat, mely a speciális, keményített acélból készült üreges páncélzatban elhelyezett, döntött, rugalmasan rögzített nem-robbanó-reaktív rétegekből tevődik össze, amelyek a kumulatív páncéltörő töltetek hatásosságát 90%-kal csökkentik, így viszonylag vékony belső kompozit páncélzat is elegendő a legmodernebb rakéták és kinetikus lövedékek ellen. Az üzemanyag és a lőszer külön védett helyre került. A lőszerrekesz lemezei gyengítéseket tartalmaznak, így ha – találat vagy más ok miatt – lőszerrobbanás következik be, a személyzet sérülésének a veszélye jelentősen kisebb, mert a robbanás energiája kifelé távozhat. 1988-tól az M1A1 változatok szegényített uránnal erősített páncélzatot kaptak a toronyra és a teknő homlokfelületére. Ez az átalakítás valamennyi lövedékfajtával szemben jelentősen megnövelte a jármű védettségét, de nagy tömegnövekedéssel járt együtt. Először a Németországban állomásozó első vonalbeli egységeknél hajtották végre a módosítást, majd a „Sivatagi Vihar” hadművelet kezdetén soron kívül átalakították a benne részt vevő harckocsikat is. Az M1A2 változatú harckocsik mind ezzel a páncélzattal készültek, illetve valamennyi aktív szolgálatot ellátó M1A1-et módosították.
Az Abrams szegényített urán tartalmú páncélzata 610 mm vastag hagyományos hengerelt homogén páncéllemezzel egyenértékű. Ez hasonló védettséget ad, mint a többi modern nyugati típus (például Leopard 2). Több találatot is elvisel, és a leghatékonyabb lövedékfajtáknak (például 120 mm szegényített urán páncéltörő lövedékek) és űrméret alatti páncéltörő rakétáknak is ellenáll. Az öbölháborúban az T–72-es harckocsik közelről leadott találatai után is üzemképesek maradtak, de a saját harckocsik tévedésből vagy szándékosan – járműelhagyás miatt – leadott saját tüzét is állták. Ilyenkor a homlok- ill. az oldalpáncélokra leadott lövésekkel próbálták meg teljesen megsemmisíteni, azonban rendre belső robbantással kellett üzemképtelenné tenni a roncsokat.

## Fegyverzet

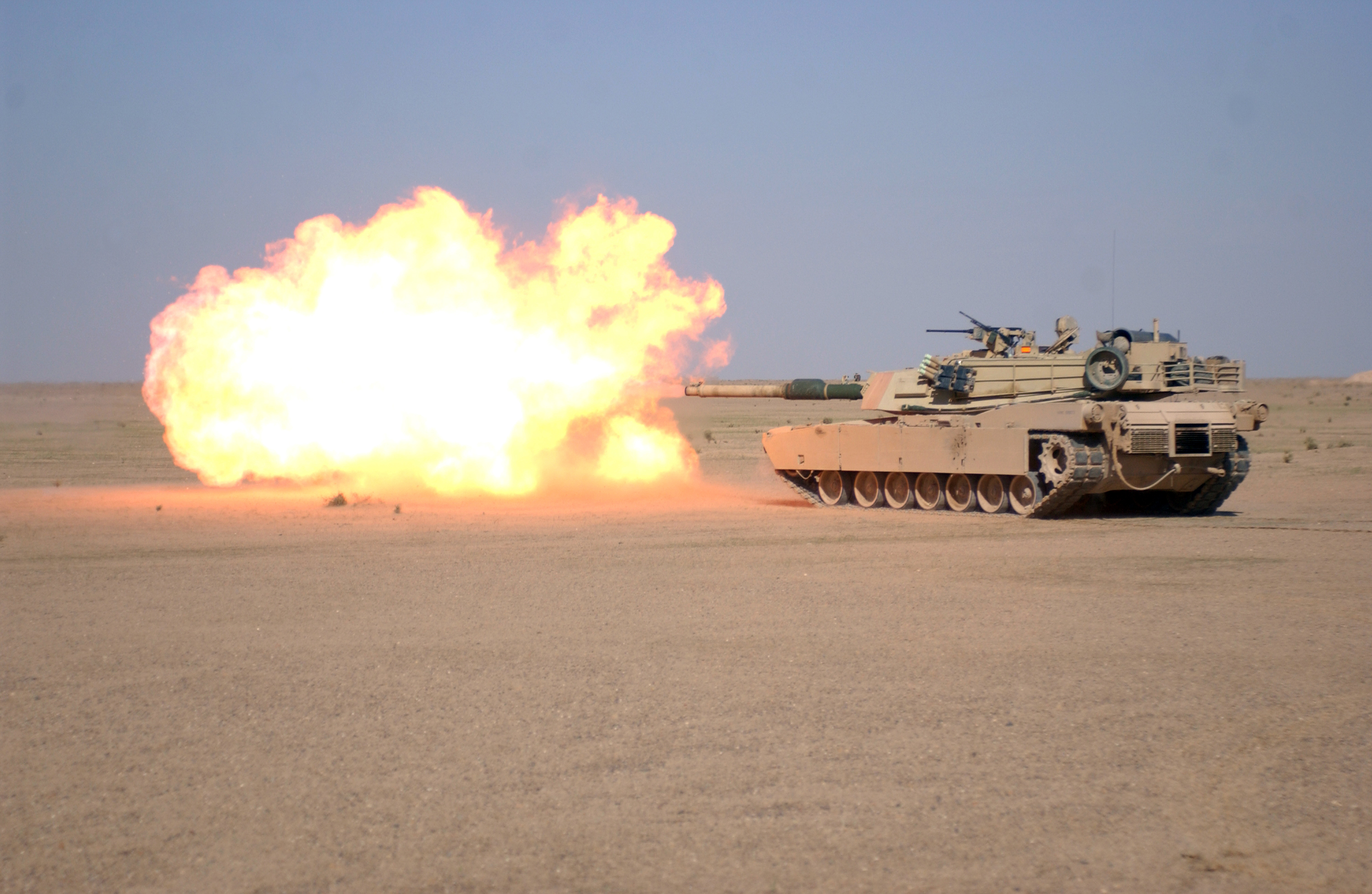
Az Amerikai Tengerészgyalogság egyik M1A1 Abrams harckocsija gyakorlaton Irakban

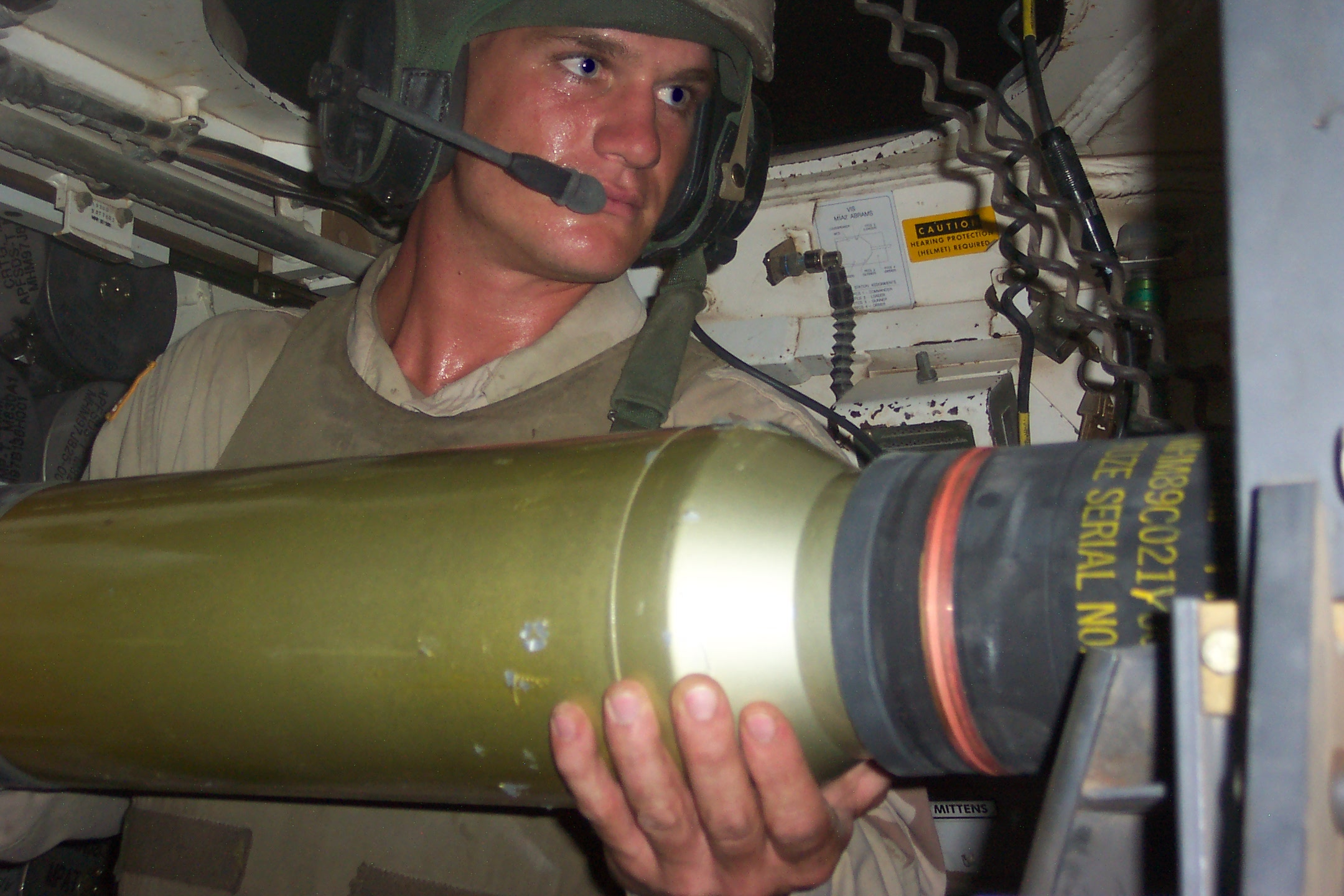
Az ágyú töltése, kézzel

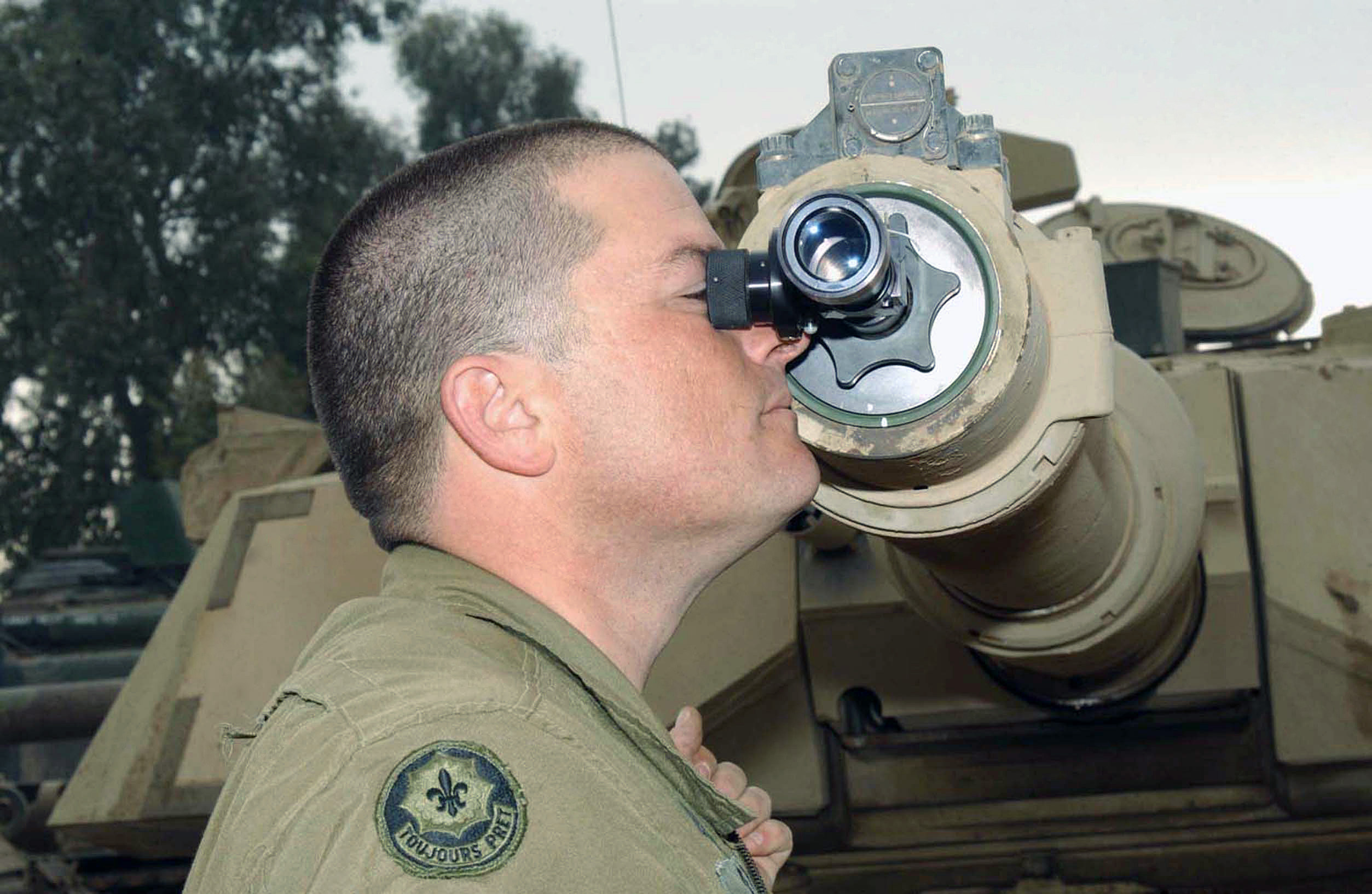
Amerikai katona egy M1A1 Abrams löveg célzókészülékét állítja be

Amerikai M1A2 Abrams harckocsik az iraki Tall Afar város utcáin

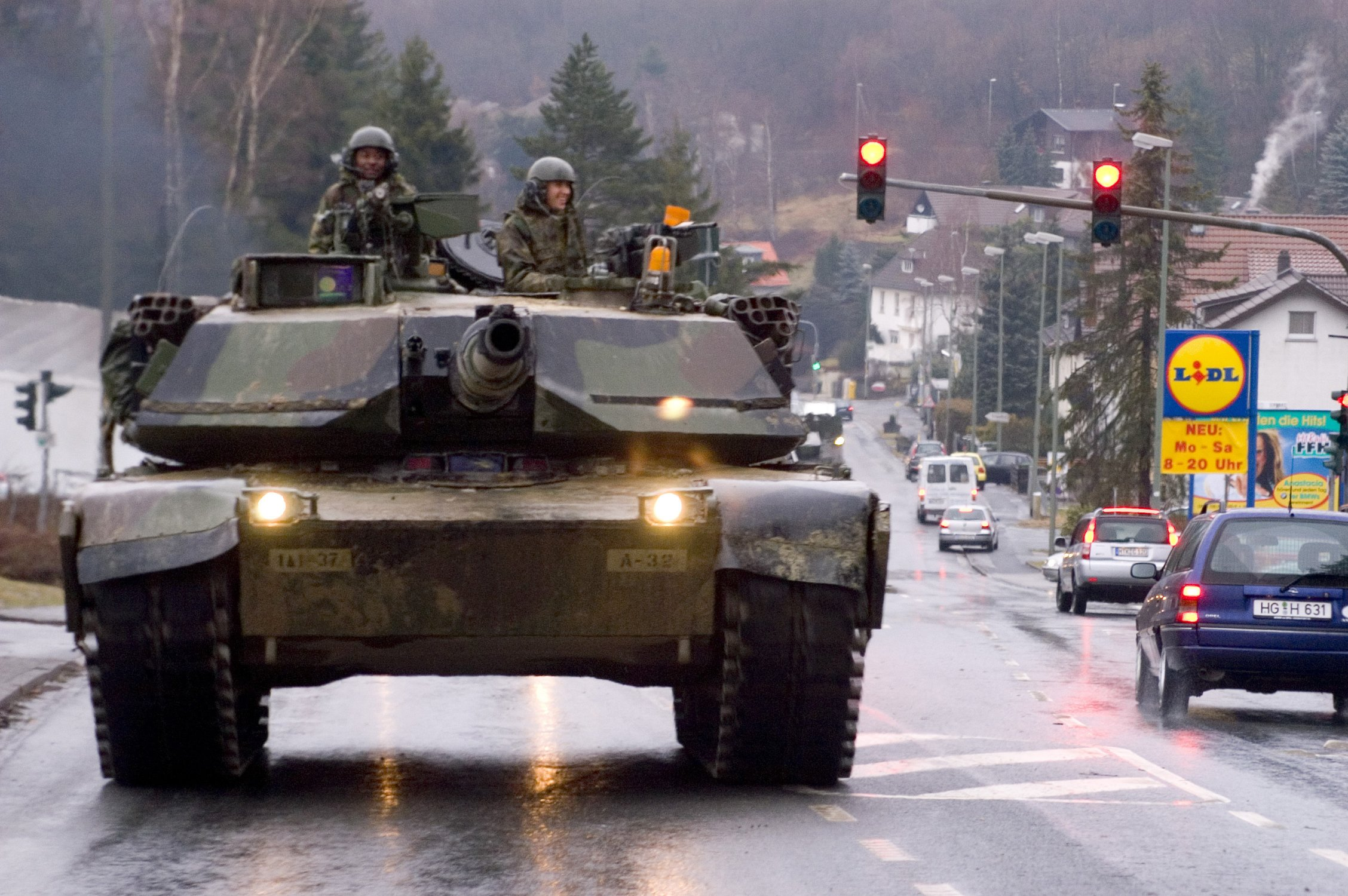
Amerikai M1A1 egy Frankfurt környéki kisvárosban, a Ready Crucible hadgyakorlaton, 2005-ben

### Fő fegyverzet
M68A1 huzagolt csövű ágyú
Az első sorozatban gyártott egységek fő fegyvere az M68A1 105 mm-es löveg volt. Licencben gyártott változata a brit Royal Ordnance L7A3 típusú lövegnek. Többféle lőszer állt hozzá rendelkezésre, például kumulatív (HEAT), repesz-romboló (HE), ködfejlesztő gránát (WP), űrméret alatti nyíllövedék (APFSDS) és gyalogság elleni lövedékek. Megbízható és pontos fegyver, azonban 3000 m feletti teljesítménye nem volt kielégítő, illetve a gyorsan fejlődő páncélzatok miatt elavultá vált. Az M1 továbbfejlesztett változatain már nem alkalmazzák.
M256 sima csövű ágyú
Az M1A1 és M1A2 (és a kísérleti M1E1) változatok fő fegyvere az M256A1 típusú 120 mm-es sima csövű ágyú. A Rheinmetall Rh 120 típusú, L/44 űrmérethosszú ágyú licencben gyártott változata. Az eredeti L/44 űrmérethosszú ágyú a korai Leopard 2-k főfegyvere volt. Az Abrams harckocsik számára a Watervliet Arsenal amerikai cég gyártja. Az ágyú űrmérete 120 mm, a cső hossza 5,28 m, tömege 1190 kg, a teljes ágyú tömege 3780 kg.
Az aktuális feladatoknak megfelelően többféle lőszerfajta használható hozzá, akár szegényített uránnal szerelt típusok is. Egyes lőszertípusokat (például az M829) kifejezetten a T–90 és T–80U harckocsik ellen fejlesztettek ki. Ennek az első módosított változatát, az M829A1-et intenzíven használták a „Sivatagi Vihar” hadműveletben, nagy sikerrel. Eredményesen használható a Kontakt–5 típusú reaktív páncélzattal ellátott harckocsik ellen is. Minden páncélozott eszköz ellen hatásos, sőt alacsonyan repülő repülőgépek és helikopterek ellen is alkalmazható (megfelelő irányzék esetén).
Az önműködő (automata) töltőgépet különféle okokból elvetették a fejlesztések során, ezért az ágyú manuális töltésű. A megfontolások között szerepelt, hogy a kézi töltés sokkal gyorsabb, mint az automatikus, az automata töltő egy időben csak egyféle lőszert tud adagolni, továbbá az automatikus adagoló veszélyes is lehet, amit egyes szovjet típusok példája mutatott (elsősorban a T–64-esek 2A26-os ágyújánál, mely a világ első töltőgéppel felszerelt ágyúja volt, következett be néha vétlen robbanás a töltés közben).

### Kiegészítő fegyverzet
A harckocsi 3 db géppuskával rendelkezik:
1. 12,7 mm-es M2 Browning géppuska a parancsnok búvónyílásánál. Az M1, M1IP és M1A1 változatokon távirányítású, gépi mozgatású és 3-szoros nagyítású optikai irányzék tartozik hozzá. Az M1A2 és M1A2SEP változatokon a fegyver mozgatása manuális. A bevezetés alatt álló ún. TUSK csomagban erre a helyre egy M19-es gránátvető is felszerelhető.
2. 7,62 mm-es M240 géppuska a töltő búvónyílásán (az FN MAG licencváltozata), csúszótalpakra szerelve.
3. 7,62 mm-es M240 géppuska a főfegyverzettel párhuzamosítva, melyet a harckocsiágyú tűzvezető rendszere irányoz.

A tornyon található még 2 db hatcsövű ködgránátvető (a Tengerészgyalogság nyolccsövű gránátvetőket használ). Sűrű ködöt állítanak elő, mely védelmet nyújt mind a látható fény, mind az infravörös tartományban dolgozó érzékelők ellen. Radarsugárzást visszaverő köd is előállítható. A hajtómű szintén felszerelhető ködfejlesztővel, melyeket a vezető működtet. A toronyban elegendő hely van M16 gépkarabélyok és M4 kézigránátok tárolására. Amennyiben a legénységnek el kell hagynia a harckocsit, mindannyiuknak jut kézifegyver, a parancsnok pisztollyal (rendszerint M9 Beretta) is el van látva, illetve előbb nevezett gépkarabélyokon kívül még géppisztolyokkal is rendszeresítették.

## Célzórendszer
Az M1 Abrams tűzvezető számítógéppel van felszerelve, amely többféle adatforrást használ. A pontos célzáshoz három fő ballisztikai adatra van szükség: az ágyú állásszöge, a lőszer fajtája és a cél távolsága. Ezek kiszámításához többféle érzékelőt használ az irányzó: lézertávmérő, szélsebességmérő, statikus dőlésszög-mérő, külső hőmérő és barométer, tachométer (a cél sebességének és mozgásának megállapításához kell). Szükséges még a lőszer típusa és hőmérséklete, a harckocsira jellemző egyedi beállítási adatok és a lövegcső állásszöge. Ezekből az adatokból kiindulva a tűzvezető számítógép megoldást javasol az irányzó számára. A találat esélye ideális esetben 95% felett van. Az irányzó és a parancsnok egyaránt kezelheti az ágyút.
Az M1A2 változaton a parancsnok saját hőképalkotó kamerával rendelkezik (CITV, Commander's Independent Thermal Viewer), így az irányzótól függetlenül tud új célt keresni, míg az a korábban kijelölt céllal foglalkozik. A főfegyverzet és a vele párhuzamosított géppuska manuálisan is kezelhető, amennyiben valamilyen ok miatt az automata irányzás nem lehetséges. Az ehhez szükséges segéd célzóberendezés a főfegyverzettel párhuzamosítottan helyezkedik el. Ilyen esetekben csak kétféle lőszer használható. A torony forgatása és az ágyú emelése/süllyesztése manuálisan is lehetséges.
Az M1 és az M1A1 parancsnoki géppuskája 3-szoros nagyítású irányzótávcsővel van ellátva, míg az M1A2-n teljesen hagyományos nyílt irányzék található. A töltőkezelő géppuskája hagyományos nyílt irányzékkal felszerelt, illetve infravörös tartományban működő („éjjellátó”) irányzékkal is kiegészíthető.

## Mozgékonyság

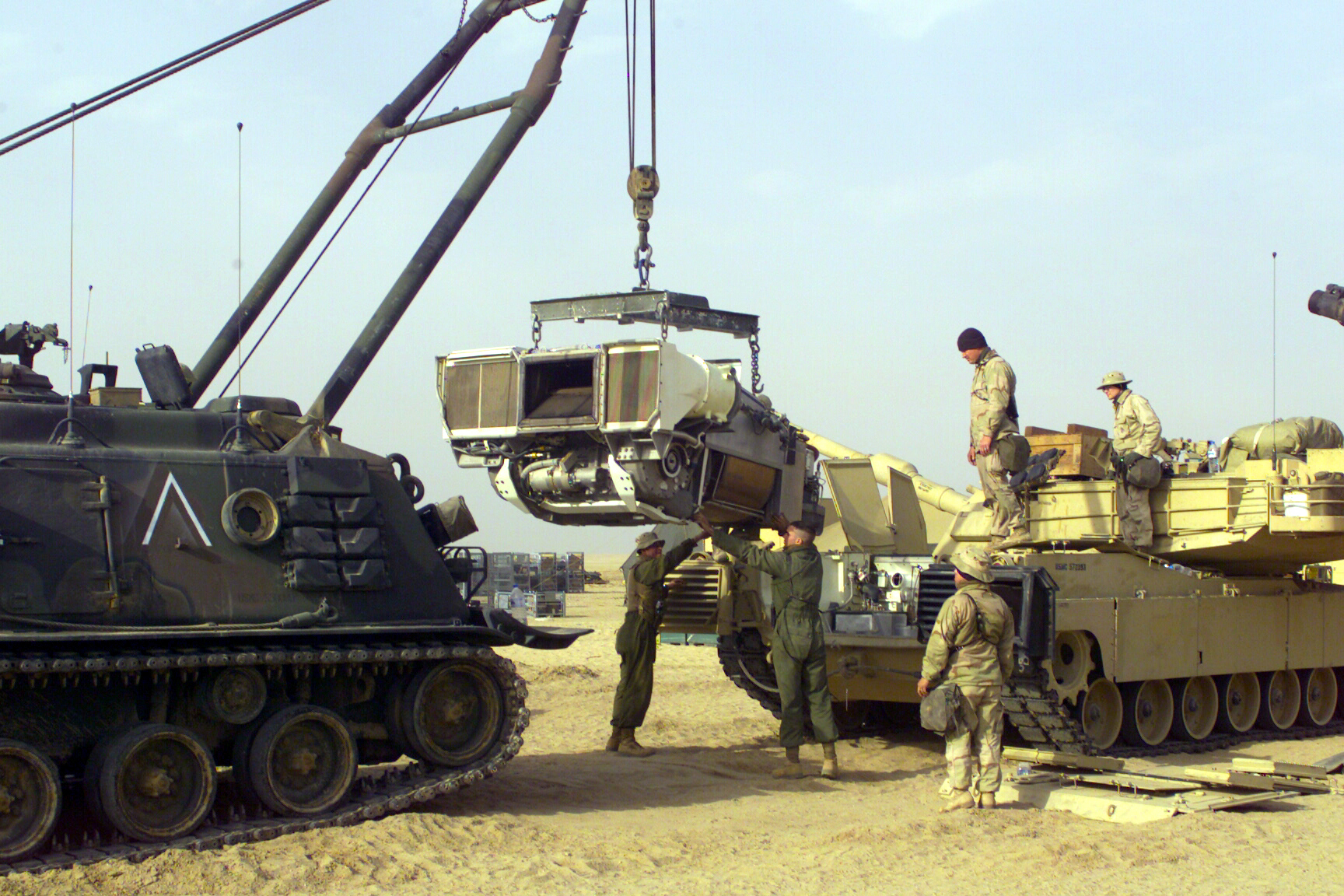
A harckocsi meghajtóegysége egyben, daruval, harctéri körülmények között is cserélhető. Kiszerelt állapotban javítják. Jól látható a meghajtókerék külső felületére szerelt lánckerék

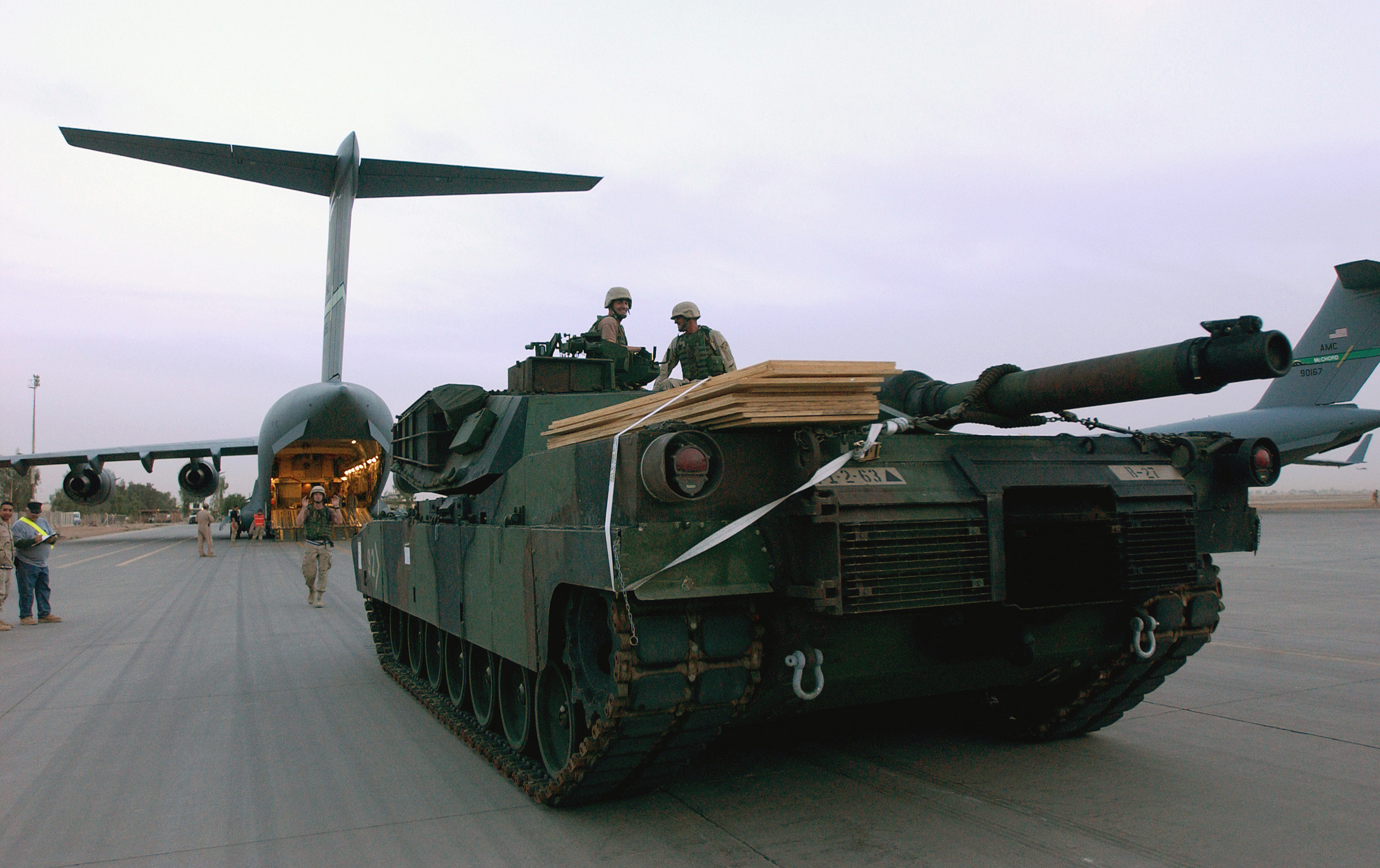
Egy M1A1 Abrams harckocsit rakodnak ki egy C–17 szállítógépből Irakban

### Hajtó- és futómű
Az M1 Abrams erőforrása egy 1119 kW (1500 LE) teljesítményű Honeywell AGT–1500 típusú gázturbina. Ehhez kapcsolódik egy hatsebességes Allison X1100–3B hidrokinetikus automata sebességváltó, négy előre- és két hátrameneti fokozattal. Az Abrams csúcssebessége műúton 72 km/h, terepen 48 km/h. Üzemanyaga lehet gázolaj, bármilyen motorbenzin vagy JP–4 illetve JP–8 típusú kerozin. Az USA hadserege logisztikai okokból a JP–8 kerozint használja.
A gázturbina megbízhatónak bizonyult harci körülmények között is, ugyanakkor komoly logisztikai problémákat okozott a magas üzemanyag-fogyasztás. A kiáramló gázok nagy sebessége és igen magas hőmérséklete megnehezítette a városi harcokban a gyalogság számára, hogy fedezékként használhassák a járművet. A turbina halknak mondható, összehasonlítva más, hasonló teljesítményű dízelmotorokkal. A harckocsi hangszíne teljesen más, ezért kapta a „Suttogó Halál” (Whispering Death) nevet. A jövőben elképzelhető, hogy az USA visszatér a négyütemű dízelmotorok alkalmazásához, ugyanis más modern általános harckocsik (MBT, például Leopard 2, Merkava, Challenger 2) sikeresen használnak ilyen motorokat. Kis mérete, egyszerű felépítése, nagy teljesítmény/tömeg aránya és egyszerű karbantarthatósága a gázturbina előnye bármilyen egyéb meghajtással szemben.
A jármű futóműve nagyon hasonló a Leopard 2-ben alkalmazotthoz, lévén az MBT–70-programból vált szét a két fejlesztés. A gázturbina által forgatott meghajtókerék a járműtest hátsó részében lett elhelyezve jól védetten, elöl pedig a láncfeszítő kerék található. A korai, M1 és M1IP változatoknál a meghajtókerék külső felületére egy kör alakú tárcsát csavaroztak a biztos lánctartás érdekében, ezt azonban az M1A1-től kezdve nem alkalmazzák. Helyette az M48, M60 típusokon alkalmazottakhoz hasonló lánckerék lett felszerelve. E kettő kötött található 7 lengőkaron (Z-tengely) a futógörgősor, melyekre duplakerekes, gumi futófelületű, könnyűfémöntvény futógörgőket szereltek. A nagy sebességű futás biztosítását a felettük elhelyezett két támasztógörgő segíti (a 2. és a 6. lengőkar fölött), a láncról való lehajtás kiküszöbölésére. A támaszgörgőket teljesen eltakarja a rétegelt oldalkötényezés. Az 1–2. lengőkar között nagyobb a tengelytáv, mint a  következők között. A hét Z-tengely torziós rugókra szerelt, azok a harckocsitest haspáncélja fölé vannak beépítve, az oldalpáncél–haspáncél-csomópontokban befogva. A lengőkarok mozgását oldalanként több hidropneumatikus (olaj-levegős rendszerű) lengéscsillapító szabályozza. Az első két lengőkar fölé 1-1 végszabályzót (bump stop) is felszereltek az oldalpáncél felületére.
A jármű aknára futása után lehetőség van a futómű módosítására is: amennyiben az 1–2. lengőkar és futógörgő használhatatlanná válnak, a 3. lengőkart előrenyúló állapotba visszaszerelve ez válik a legelső futógörgővé és a láncfeszítő szerepét is átveszi (természetesen az így útjába kerülő sérült 2. lengőkart és a felette levő végszabályzót teljesen le kell szerelni). A támasztógörgők közül ekkor csak a hátsó funkcionál. A jármű az átépítést követően mozgásképes marad.
A C–5 Galaxy és C–17 Globemaster III teherszállító repülőgépek képesek az Abramsek szállítására. A C–5 két, míg a C–17 egy harckész harckocsit tud szállítani. Az első öbölháború idején annak ellenére, hogy volt elég idő a harckocsikat a hadszintérre szállítani, komoly logisztikai problémák merültek fel a szállítás során.

## Álcázás
Mint minden modern amerikai harcjárműt (a Stryker kivételével), az Abrams harckocsikat is kétféle álcamintával szállíthatták: egy sivatagi és egy barna-fekete-zöld háromszínű minta. A cserealkatrészek zöldre vannak festve, így sivatagban a harckocsik kettős sivatagi sárga és zöld színt vesznek fel. A prototípusokat és a korai M1 példányokat olíva színre festették. Ezt a színt a második világháborúban és a vietnámi háborúban is alkalmazták.

## Harci alkalmazás, tapasztalatok
A második világháborúban egy M4 Sherman harckocsival egy 700 m-re lévő ellenséges harckocsi kilövéséhez átlagosan 17 lövést kellett leadni. Ehhez képest az Abrams egyetlen lövéssel képes egy 2000 m-re lévő mozgó jármű megsemmisítésére. Amikor szolgálatba lépett 1980-ban, még az M60A3-mal és szövetséges országok más típusaival szolgált együtt a hidegháború során. A hadgyakorlatok rendszerint Nyugat-Európában, főként Nyugat-Németországban zajlottak le. Ezeken a gyakorlatokon a harckocsizók ellenséges szovjet harckocsik elleni ütközetekre készültek. Végül a Szovjetunió 1991-ben összeomlott, így végül az Abrams-ek a Közel-Keleten estek át a tűzkeresztségen.

### Sivatagi Vihar hadművelet

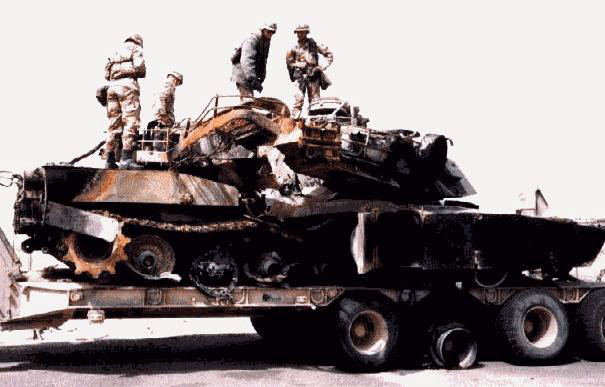
Az öbölháború idején saját tűz áldozatául esett harckocsi

A hadműveletben összesen 1848 Abrams vett részt, melyeket előzőleg Szaúd-Arábiában vontak össze. A harcokban felülmúlták a szovjet T–55 és T–62 közepes harckocsikat. Az iraki hadsereg rendelkezett licencben gyártott T–72-esekkel is, azonban ezekre nem volt éjjellátó készülék szerelve, így aztán ezek is alulmaradtak a harcokban. Összesen 23 Abrams kapott komolyabb találatot. A legénység tagjai közül senki nem halt meg.
A sivatagi ütközetek során az M1A1 képes volt 2500 m-re lévő célpontok megsemmisítésére. Ez a nagy távolság hatalmas előnyt jelentett, mert az iraki harckocsik lőtávolsága 2000 m-en belül volt. Az iraki harckocsikhoz nem voltak rendszeresítve ágyúcsőből indítható űrméret alatti páncéltörő rakéták, így az Abramsek még azelőtt támadni tudtak, mielőtt ők maguk az ellenség lőtávolán belülre értek volna. A páncélzat nagyon ellenállónak bizonyult, a torony és a harckocsitest homlokpáncéljaira leadott lövések egyetlenegy alkalommal sem tudták áttörni azokat. Azonban az oldalról és hátulról leadott lövésekkel már nem ez volt a helyzet.
A források többsége szerint egyetlen Abrams sem az ellenséges harckocsik tüzétől semmisült meg. Egy olyan esetről tudunk, amikor az egyik iraki T–72-es harcképtelenné tudott tenni egy Abramst, űrméret alatti páncéltörő lövedék használatával. Az Abrams nem semmisült meg, de nagyjavításra kellett küldeni. A tároló rész kigyulladt és lángra kapott, későbbi elemzések szerint hagyományos lövedék találta el. Az irakiak nem használtak szegényített uránt tartalmazó lövedékeket.
Hat másik Abrams kapott találatot T–72-es harckocsiktól, de a sérülések nem voltak komolyak.
1991. február 26-án a 37. páncélosezred néhány Abrams harckocsiját egy szintén amerikai AH–64 Apache harci helikopter támadta meg tévedésből, és AGM–114 Hellfire páncéltörő rakétákkal négyet harcképtelenné tett. A legénység néhány tagja is megsebesült. Ez nem bizonyított teljesen, mert ugyanekkor iraki T-72-esek is támadták ugyanezeket a harckocsikat, azonban a későbbi vizsgálat alapján a baráti Apache támadást tartják a legvalószínűbbnek.
Egy másik alkalommal három Abrams elszakadt a saját csapatoktól, és az ellenséges vonalak mögött magára maradt. Egyikük találatot kapott, míg a másik kettő elakadt, így a legénységüknek el kellett azokat hagynia. Végül az amerikai erők mindhármat teljesen megsemmisítették, nehogy ellenséges kézre kerüljenek.

### Irak, 2003–

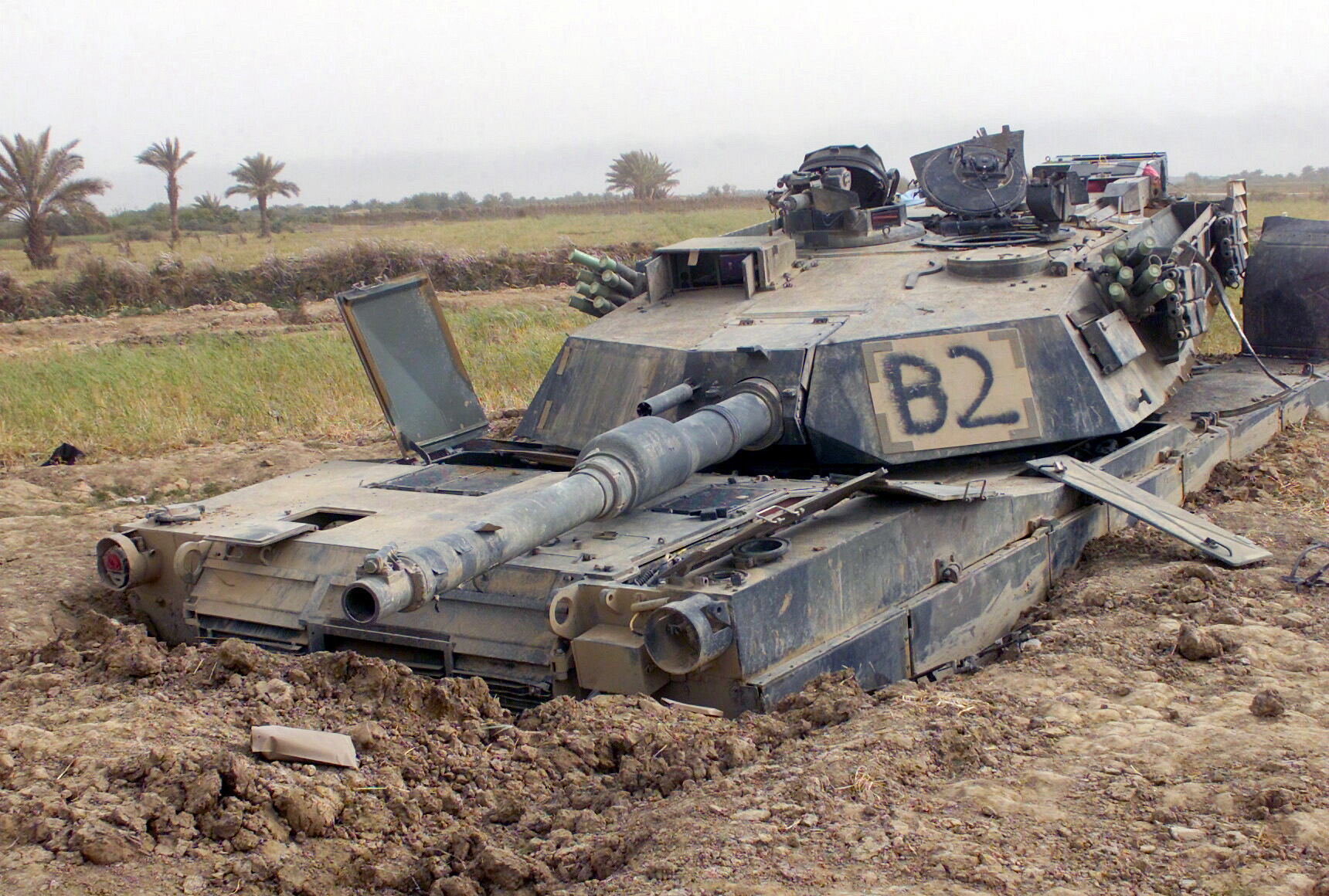
Irakban megsemmisült M1

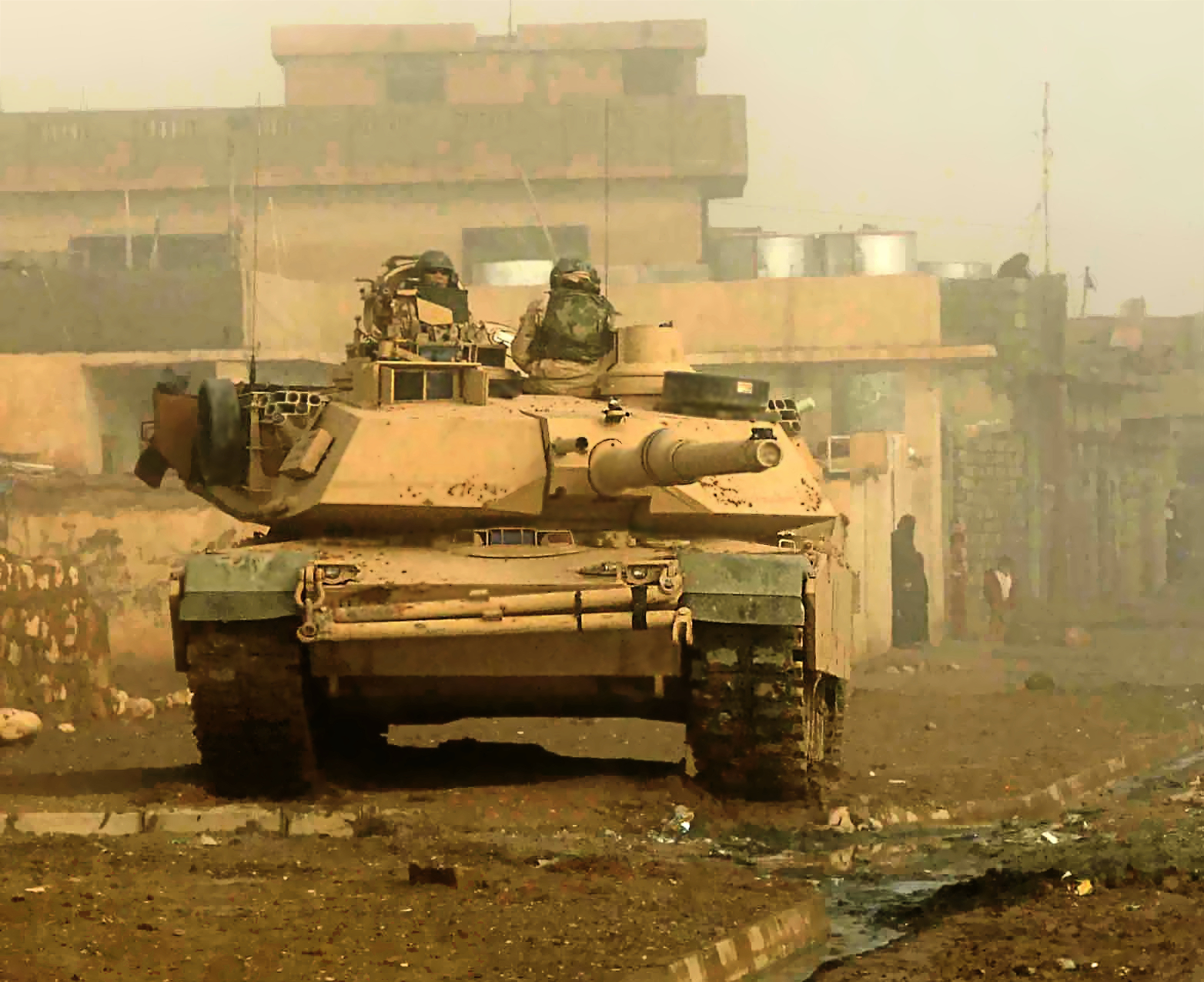
Irakban járőröző M1

A 2003-as iraki invázióban szintén részt vett a típus. A hadjárat hasonló eredménnyel zárult, mint az előző. Egyetlen harckocsizó sem halt meg ellenséges harckocsitűztől, ami elsősorban az erős légi támogatásnak volt köszönhető. Néhány harckocsi másodlagos robbanások eredményeként semmisült meg.
Az M1A2 Abramsek legnagyobb sikere hét iraki T–72-es megsemmisítése volt. A harckocsik egészen közelről harcoltak egymás ellen, a távolságuk nem volt több 100 m-nél. Amerikai harckocsi nem veszett oda, ami nem meglepő, mert a T–72-es nem képes az Abrams páncélzatát átlőni. Azonban 2003. október 29-én két katona meghalt és egy harmadik megsebesült, amikor a harckocsijukat egy harckocsiakna megsemmisítette. Az aknák hatását egyéb robbanóanyaggal (többek között 155 mm-es tüzérségi lövedékkel) növelték meg. Ez volt az első alkalom, hogy egy Abrams legénysége ellenséges cselekmény miatt halt meg. A „Sivatagi Vihar” hadműveletből okulva, valamennyi amerikai harckocsi és harcjármű fel volt szerelve egy úgynevezett „Harci Azonosító Panel”lel (Combat Identification Panel) azért, hogy a „baráti támadás” veszélyét csökkentsék. Ezek a torony két oldalára és hátuljára voltak felszerelve. A fegyverzet is kibővült vállról indítható páncéltörő rakétákkal. Ezeket olyan városi harcra szánták, ahol a főfegyverzet nem használható. Egyes harckocsikon a rakodóteret megnövelték külső tartók felszerelésével.
A hadműveletek során a Hadsereg és a Tengerészgyalogság egy-egy harckocsija alatt leszakadt egy híd, amikor át akartak kelni rajta. A harckocsik belezuhantak az Eufrátesz folyóba. A tengerészgyalogosok nem tudták időben elhagyni a járművet és megfulladtak.
Bagdad megtámadásakor az egyik harckocsit egy hátrasiklás nélküli löveg lövedéke találta el. Kilyukasztotta az üzemanyagtartályt, az üzemanyag pedig kiömlött a forró hajtóműre, amely nagy tüzet okozott. A legénység végül felrobbantotta és elhagyta a harckocsit. Egy másik a biztonság kedvéért kilőtt rá egy lövedéket, de a célpont továbbra is sértetlen maradt. Később egy AGM–65 Maverick és két Hellfire rakétát is kilőttek rá, míg végül sikerült megsemmisíteni. Érdekes módon kívülről nézve a harckocsi teljesen sértetlennek látszott, noha a belseje teljesen kiégett.

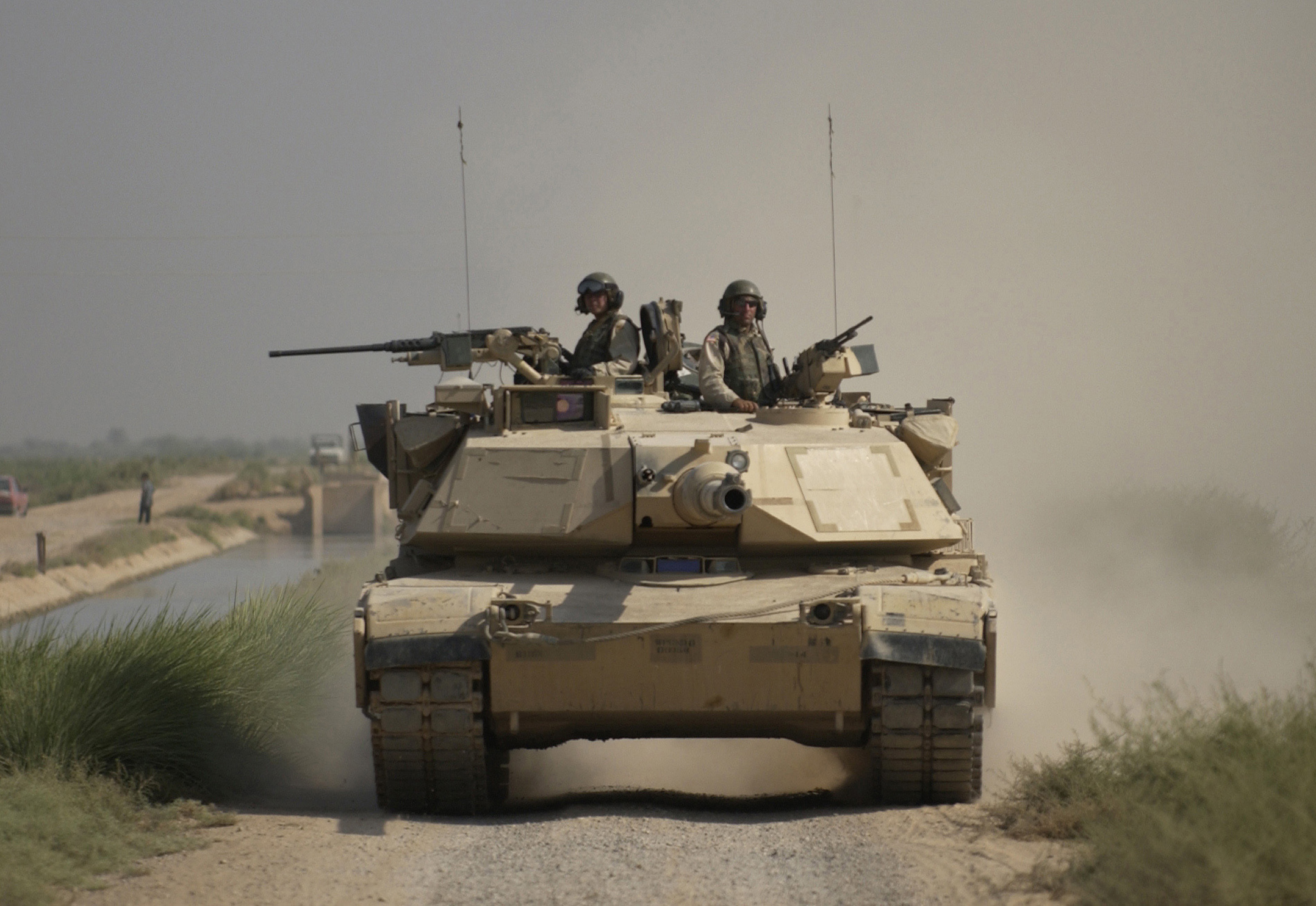
M1A1 Abrams harckocsi felderítő küldetésen Irakban

2004. november 27-én három nagy erejű M109A6 lövedékből készült pokolgép (IED) robbant fel egy Abrams mellett. A bennük lévő robbanóanyag össztömege 34,5 kg volt. A vezető halálos sérülést kapott egy repeszdarabtól, míg a legénység többi tagja szerencsésen megmenekült. A harckocsi harcképtelenné vált. 2005. december 25-én egy másik harckocsi semmisült meg hasonló támadás következtében. A legénység egyik tagja életét vesztette.
2006. június 4-én szintén pokolgép semmisített meg egy M1A2-t, a legénység két tagja elesett a támadásban.
A hadműveletek során néhány Abramset iraki gyalogos katonák tettek harcképtelenné RPG–7 és hasonló kézi rakétavetők alkalmazásával. Ugyan az RPG-7 lövedéke nem képes átütni a homlok- és oldalpáncélzatot, a hátsó és felső részek viszont sebezhetőek általa. Általában a lánctalpakat vették célba az irakiak.
Egy esetben a kívül tárolt üzemanyag okozott tüzet nehézgéppuska-lövedékek találata következtében. A harckocsit vissza kellett vonni javításra.
Néhány esetben mesterlövész fegyverekkel öltek meg harckocsizókat, amikor a búvónyílásokon közlekedtek ki-be, vagy ültek benne. Néhány ilyen támadást propagandacélból filmre vettek elkövetőik, és a filmeket az interneten terjesztették. Szintén az interneten található video egy nagyerejű pokolgépes támadásról (a szerkezet a harckocsi alatt robbant), melynek következtében az Abrams kis híján átfordult. Azonban visszazuhant a lánctalpaira, és láthatóan komolyabb sérülések nélkül továbbra is részt vett a harci cselekményben.

## Változatok

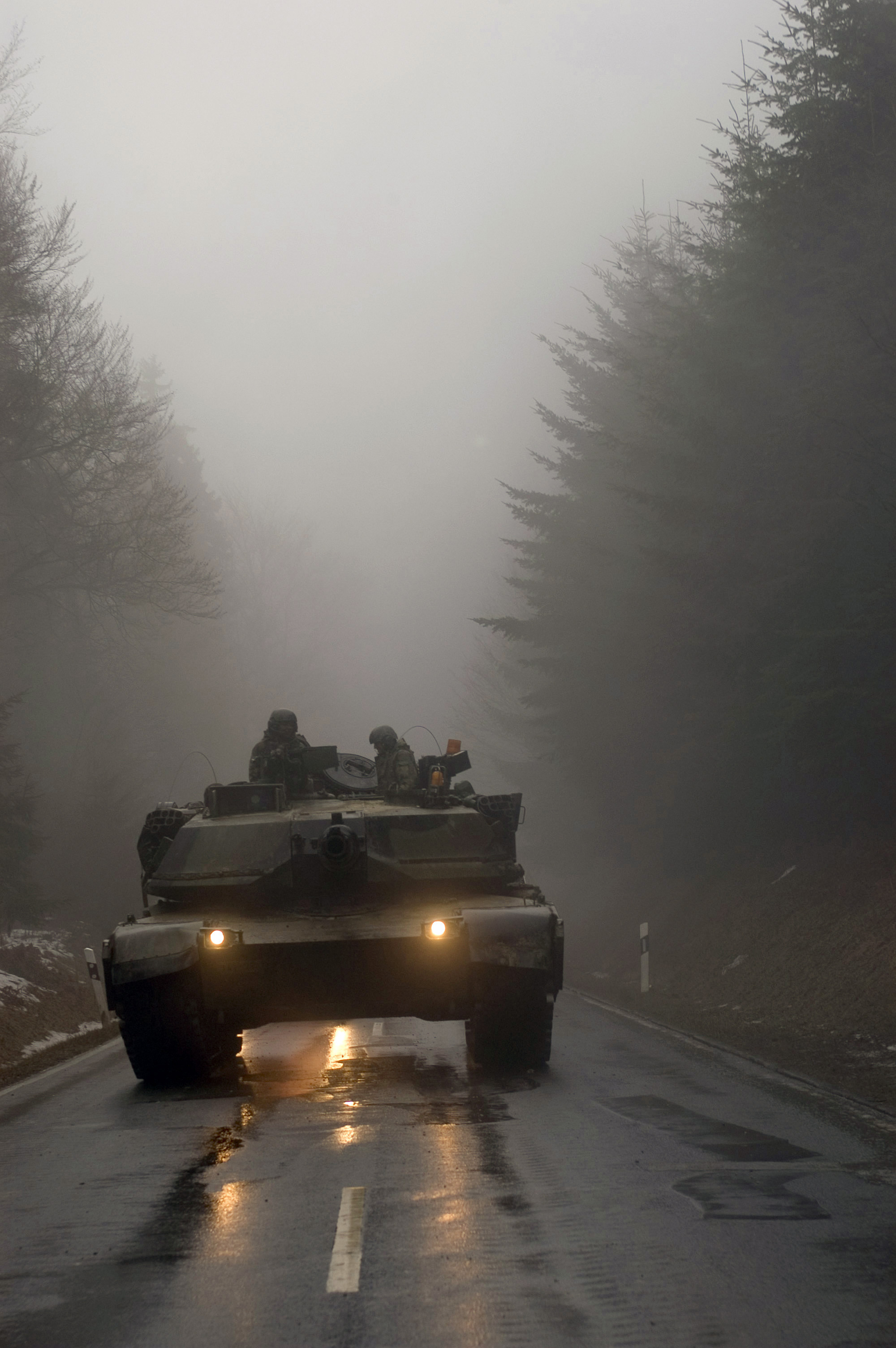
M1A1 Németországban

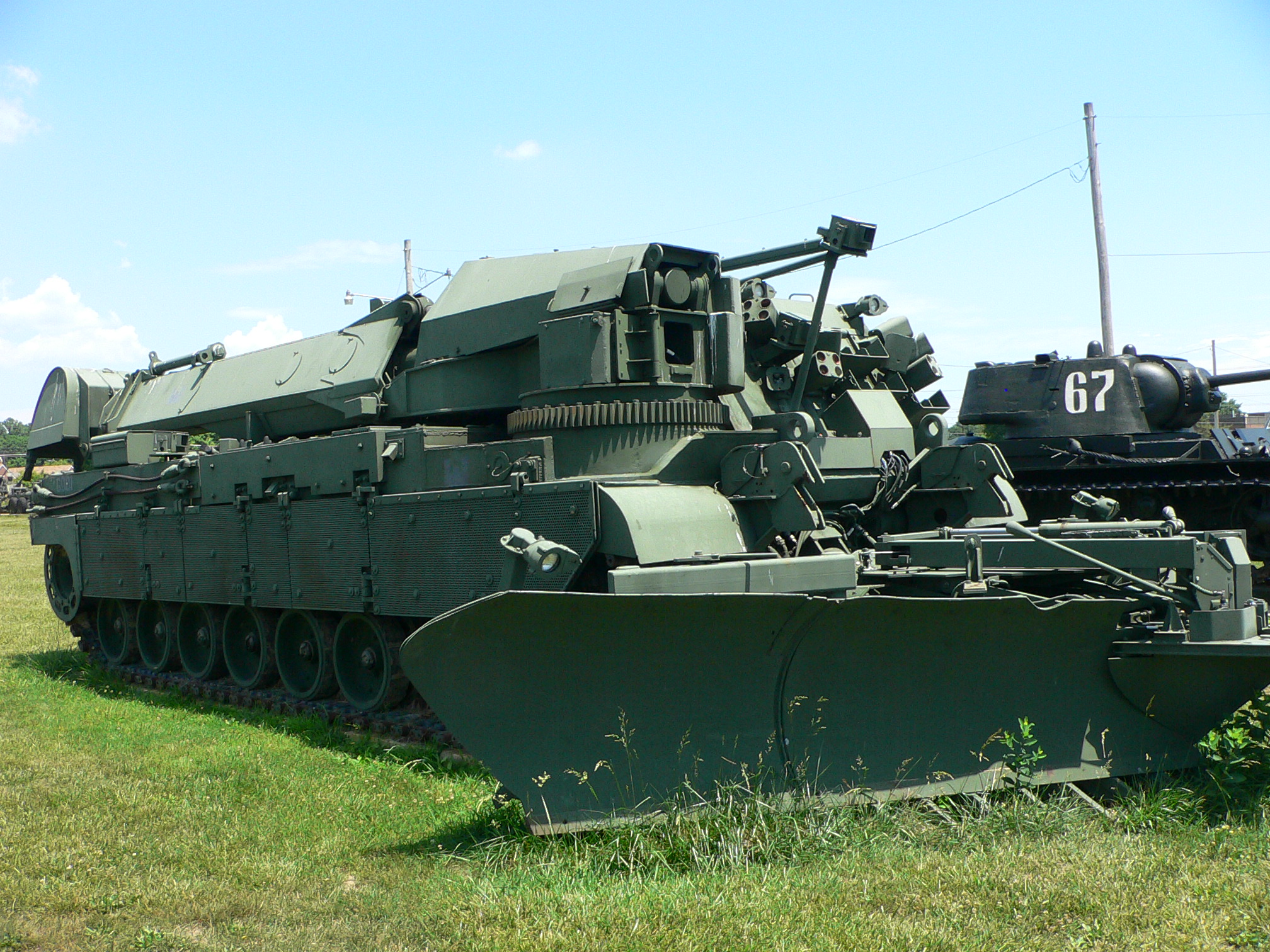
Grizzly

- XM1: Prototípus. Kilenc darabot gyártottak le 1978. folyamán.
- M1: Az első sorozatban gyártott változat. A gyártás 1979-ben kezdődött, és 1985-ig tartott. Összesen 3273 db készült el.
  - M1E1: Tesztverzió a leendő módosítások kipróbálására.
  - M1IP: Az alaptípus javított változata (IP = Improved, azaz „javított”). Rövid ideig gyártották 1984. folyamán, még az M1A1 bevezetése előtt. Számos módosítást és fejlesztést tartalmazott.
- M1A1:  A második nagyobb sorozat, 1986 és 1992 között gyártva, M256 típusú 120 mm-es sima csövű harckocsiágyúval felszerelve. 4976 db készült a Hadsereg számára, 221 db a Tengerészgyalogságnak, 555 db Egyiptomnak. 59 használt példányt később Ausztrália vásárolt meg.
  - M1A1HC (Heavy Common): szegényített uránból készült páncélzat, ABV-védelem, megnövelt rakodótér és M256 120 mm-es sima csövű harckocsiágyú.
  - M1A1-D (Digital): Digitális rendszerek az M1A1HC-be szerelve.
  - M1A1-AIM (Abrams Integrated Management): Az elavult példányok nagyjavított, modernizált változata.[12]
  - M1A1 KVT (Krasnovian Variant Tank): Módosított M1A1 változat, amelyet úgy alakítottak át, hogy hasonlítson a szovjet harckocsikra. Kiképzési célokra készültek.
- M1A2: A harmadik fő változat. Gyártása 1992-ben kezdődött. 77 db új egység, illetve 600-nál is több M1A1 lett továbbfejlesztve. 315-öt Szaud-Arábiának, 215-öt Kuvaitnak adtak el.
- M1A2 SEP (System Enhancement Package): Harmadik generációs szegényített urán páncélzat. 240 új egység, illetve 300 darab M1A2-ből átépítve.
- M1 Grizzly: Műszaki mentő változat[13]
- M1 Panther II: Távvezérlésű aknamentesítő változat.[14]
- M104 Wolverine: Hídvető változat.[15]
- M1 Armored Recovery Vehicle. Páncélozott műszaki mentő változat, melyből csak egy prototípus készült.

### Az egyes alváltozatok specifikációi
| Modell        | M1                                           | IPM1                                         | M1A1                                         | M1A2                                         | M1A2 SEP                                     |
| ------------- | -------------------------------------------- | -------------------------------------------- | -------------------------------------------- | -------------------------------------------- | -------------------------------------------- |
| Hossz         | 9,77 m                                       | 9,77 m                                       | 9,77 m                                       | 9,77 m                                       | 9,77 m                                       |
| Szélesség     | 3,66 m                                       | 3,66 m                                       | 3,66 m                                       | 3,66 m                                       | 3,66 m                                       |
| Magasság      | 2,37 m                                       | 2,37 m                                       | 2,44 m                                       | 2,44 m                                       | 2,44 m                                       |
| Csúcssebesség | 72 km/h                                      | 72 km/h                                      | 67 km/h                                      | 67 km/h                                      | 68 km/h                                      |
| Hatótávolság  | 498 km                                       |                                              | 465 km                                       | 391 km                                       |                                              |
| Tömeg         | 55,7 tonna                                   | 57,0 tonna                                   | 61,3 tonna                                   | 62,1 tonna                                   | 63,0 tonna                                   |
| Fő fegyverzet | 105 mm M68, huzagolt löveg                   | 105 mm M68, huzagolt löveg                   | 120 mm M256, simacsövű löveg                 | 120 mm M256, simacsövű löveg                 | 120 mm M256, simacsövű löveg                 |
| Személyzet    | 4 (parancsnok, irányzó, töltőkezelő, vezető) | 4 (parancsnok, irányzó, töltőkezelő, vezető) | 4 (parancsnok, irányzó, töltőkezelő, vezető) | 4 (parancsnok, irányzó, töltőkezelő, vezető) | 4 (parancsnok, irányzó, töltőkezelő, vezető) |

### Speciális túlélőkészlet városi harcokhoz (Tank Urban Survival Kit)

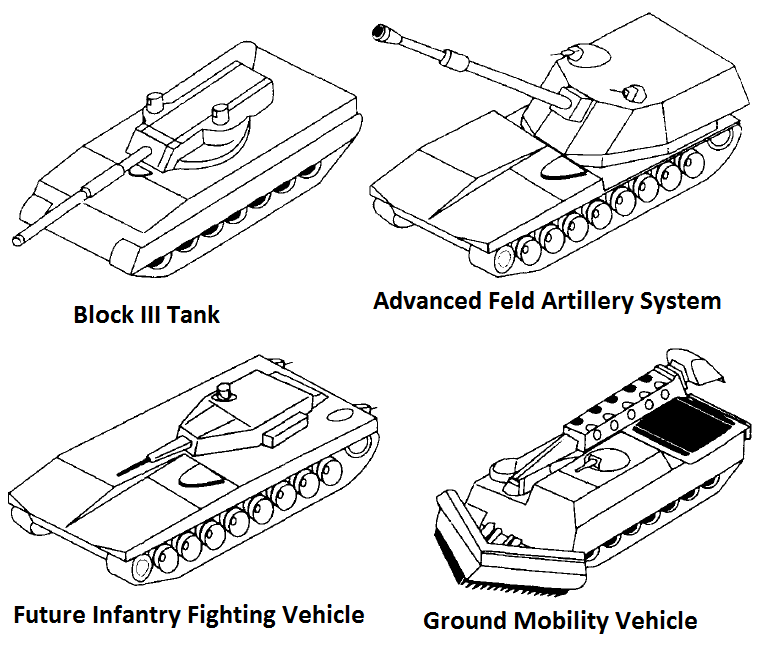
A bal felső sarokban látható az eredeti elképzelés az TTB programról. Ez jelentősen módosult 1987-re

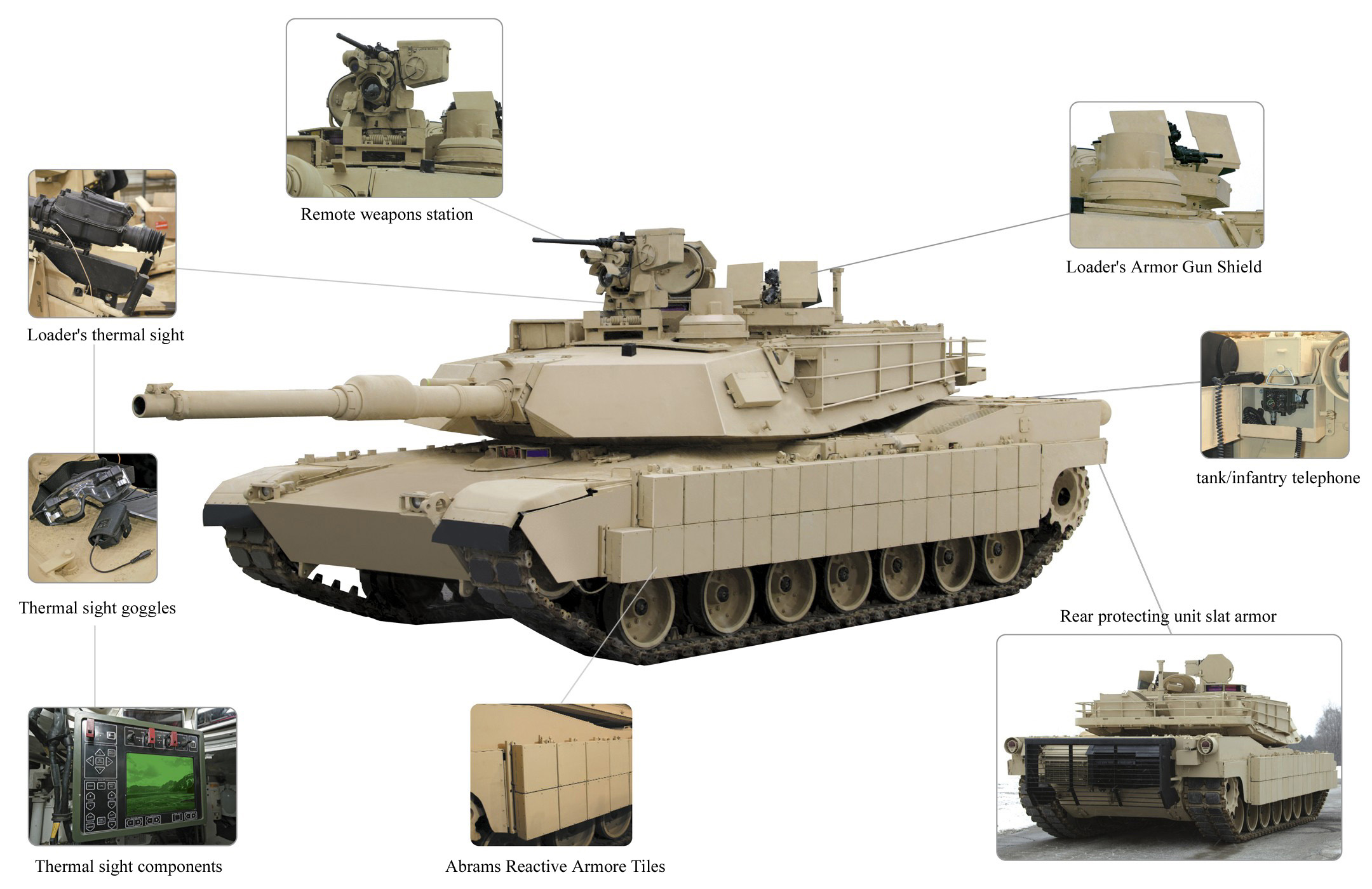
M1A2 Abrams és a városi túlélőkészlet elemei

A városi túlélőkészlet (Tank Urban Survival Kit, TUSK) alkalmasabbá teszi a harckocsikat városi harcokhoz. A városi hadszínterek mindig is a legrosszabbak voltak a harckocsik számára. Ennek oka az, hogy a páncélzat nem nyújt minden irányból egyenlő védelmet. A felülről vagy hátulról jövő támadásokkal szemben sokkal kisebb a védelem, emellett a szűk utcákban a szabad manőverezés lehetősége sincsen meg.
Ennek megfelelően az oldalsó és felső páncélzatot megerősítették további reaktív elemekkel. A töltőkezelő géppuskája szintén páncélzatot kapott, a parancsnok géppuskáját is kicserélték. Telefont szereltek a test hátsó részére, így a gyalogság könnyebben tud kommunikálni a parancsnokkal (az M48 és M60 harckocsikhoz hasonlóan). A módosításokat a reaktív páncélzat kivételével a teljes hadrendben álló flotta megkapja. Az átépítés tábori körülmények között is elvégezhető, nem szükséges kivonni a járműveket a csapatszolgálatból.

## M1 TTB
Az M1 harckocsi eredetileg III. generációsnak tervezett változata a 30 évvel később elkészült T-14 Armatához hasonlóan kisméretű, távvezérelt toronnyal ellátott változat lett volna. Az elkészült technológiákat az úgynevezett Tank Test Bed prototípuson próbálták ki 1983 és 1987 között. E jármű egy jelentősen megnövelt frontális páncélzatú M1 alvázat használt, míg a torony helyén egy automata töltővel ellátott, az M60A2 tornyára hasonlító kis frontális keresztmetszetű, relatíve vékony páncélzatú szerkezet terült, ami a 120 mm-es M256 löveg módosított változatát és egy géppuskát tartalmazott. A tűzvezető rendszer teljesen digitális volt, a személyzet a jármű elejében páncélkapszulában ülve képernyőkön keresztül vezérelte a járművet, ezáltal igen védett helyen voltak és egy esetleges lőszerrobbanás sem végzett volna velünk. A digitális komponensek egy részét az M1A1, az egyéb ötleteket részben a Stryker MGS, részben a Challenger 1 harckocsi Falcon tornyos változata hasznosította. Kép a kész prototípusról
A jármű sikeresen vett minden tesztet és az amerikai szakértők szerint a módszer minimálisan fokozta a jármű túlélő-képességét is, mégis oly mértékben megnövelte a karbantartási költségeket, hogy egyszerűen értelmetlennek tartották bevezetését. A sors fintora, hogy miután értelmetlennek kiáltották ki a rendszert a párhuzamosan futó, hasonló jármű kialakítását célzó orosz Project 195 ötlete 30 évvel később a T-14 képében gyártásra került.

## Rendszeresítő államok
- Amerikai Egyesült Államok (8000 feletti darabszám)
  - 1174 M1A2 (hadsereg)[19]
  - 4393 db M1A1 (hadsereg)[19]
  - 403 db M1A1 (tengerészgyalogság)[19]
  - A többi mind M1 és valószínűleg kizárólag a Nemzeti Gárda állományában van.
- Ausztrália (59 db M1A1 AIM).[20]
- Egyiptom (1005 db M1A1)[21]
- Szaúd-Arábia (315 db M1A2, 73 db M1A1)[21]
- Kuvait (218 db M1A2)[21]
- Irak (140 db M1A1 megrendelve)[22]
- Görögország (400 db M1A1 megrendelve)[23][24]

## Külső hivatkozások
- Abrams US Army Fact File
- M1A1/A2 Abrams Main Battle Tank Information
- Main Battle Tank M1A1 Abrams Archiválva 2007. március 12-i dátummal a Wayback Machine-ben
- M1A1 Abrams, M1A2 Abrams, M1A2 SEP Abrams az army-guide.com honlapon
- Anatomy of an M1 Abrams
- howstuffworks lap az M1 Abrams-ról, részletes áttekintés a harckocsi működéséről
- M-1 TUSK, Tank Urban Survivability Kit
- M1A1 AIM Upgrade Program
- M1A2 SEP Upgrade program
- The Armor Site! page on Abrams
- Globalsecurity.com Az M1 Abrams részletes bemutatása, specifikációkkal és képekkel kiegészítve
- King of the Killing Zone, Orr Kelly, 1989. W.W. Norton Company.
- Rostker, Bernard: Environmental Exposure Report:Depleted Uranium in the Gulf. DoD Publication, 1998..
- United States General Accounting Office:Operation Desert Storm: Early Performance Assessment of Bradley and Abrams. Washington, January 1992.PDF Archiválva 2007. június 14-i dátummal a Wayback Machine-ben.
- Halberstadt, Hans. Desert Storm Ground War. Osceola, WI, Motorbooks International, 1991. 128 pp.
- Forty, George: Tank Action. From the Great War to the Gulf, Allan Sutton Publishing Ltd., Phoenix Mill 1995.
- M1 Abrams Main Battle Tank. FAS Military Analysis Network
- TUSK to update Abrams for urban battle. Army News Service. [2005. március 16-i dátummal az eredetiből archiválva]. (Hozzáférés: 2007. február 26.)
- DoD News: DoD Identifies Army Casualty – Dec 25, 2005 attack
- DoD News: DoD Identifies Army Casualties – June 04, 2006 incident
- M1/M1A1 Abrams Tank Documentary (YouTube video)
- Hagyományos 120 mm-es harckocsilőszerek – a gyártó ATK-tól